# Кассим, Деника
Деника Кассим (араб. دينيكا قاسم‎; род. 8 августа 1997, Морони) — коморская легкоатлетка, выступавшая в беге на короткие дистанции. Участница летних Олимпийских игр 2016 года.

## Биография
Деника Кассим родилась 8 августа 1997 года в коморском городе Морони.
Выступала в легкоатлетических соревнованиях за французский «Дрё». На протяжении карьеры регулярно участвовала во внутренних соревнованиях, в том числе чемпионатах Франции, однако не добилась успехов.
В 2016 году участвовала в юниорском чемпионате мира в Быдгоще. В беге на 100 метров выбыла в квалификации, показав результат 12,45 секунды.
В том же году вошла в состав сборной Комор на летних Олимпийских играх в Рио-де-Жанейро. В беге на 100 метров заняла в забеге 1/8 финала 5-е место с результатом 12,53, уступив 0,41 секунды попавшей в четвертьфинал с 3-го места Зайдатуль Хуснии Зулькифли из Малайзии.